# Cantonul Grancey-le-Château-Neuvelle
Cantonul Grancey-le-Château-Neuvelle este un canton din arondismentul Dijon, departamentul Côte-d'Or, regiunea Burgundia, Franța.

## Comune
| Comune                      | Populație (1999) | Cod poștal | Cod INSEE |
| --------------------------- | ---------------- | ---------- | --------- |
| Avot                        | 141              | 21580      | 21041     |
| Barjon                      | 37               | 21580      | 21049     |
| Busserotte-et-Montenaille   | 30               | 21580      | 21118     |
| Bussières                   | 47               | 21580      | 21119     |
| Courlon                     | 50               | 21580      | 21207     |
| Cussey-les-Forges           | 115              | 21580      | 21220     |
| Fraignot-et-Vesvrotte       | 78               | 21580      | 21283     |
| Grancey-le-Château-Neuvelle | 292              | 21580      | 21304     |
| Le Meix                     | 51               | 21580      | 21400     |
| Salives                     | 232              | 21580      | 21579     |